# L'assassinio dei fratelli Rosselli
L'assassinio dei fratelli Rosselli è uno sceneggiato televisivo in tre puntate diretto da Silvio Maestranzi e trasmesso dalla Rai nel 1974.
Gli avvenimenti narrati seguono le vicende delle attività svolte tra la Spagna e la Francia da Carlo Rosselli durante il periodo dei Fronti popolari e le trame tra il Governo fascista italiano ed i cospiratori filo fascisti francesi per ucciderlo. Nel film è visibile anche il tentativo di colpo di Stato ad opera degli appartenenti alla cagoule, le indagini di polizia dopo la scoperta dell'omicidio ed il destino dei cospiratori dopo l'occupazione tedesca ed alla fine della seconda guerra mondiale.
Il cast include alcuni nomi celebri del teatro e della televisione italiana dell'epoca, come Orso Maria Guerrini, Renzo Palmer, Michele Malaspina e Nando Gazzolo, e vede l'esordio di Daniele Formica.

## Trama

### Prima puntata
Spagna, 1936, Carlo Rosselli (Renzo Palmer), fuggito dall'Italia nel 1929 e rifugiatosi in Francia dove ha fondato il movimento Giustizia e libertà, è ora combattente al fianco dei repubblicani contro i militari capeggiati dal Generale Francisco Franco e, parlando alla radio di Barcellona, chiama le forze anti fasciste d'Europa a combattere quella che lui teme vada formandosi ossia una "Internazionale fascista"; la guerra di Spagna infatti sembrerebbe un banco di prova per una futura guerra mondiale tanto che sia l'Italia che la Germania partecipano attivamente al conflitto con uomini ed armamenti ed, allo scopo di organizzare un movimento che vi si opponga, fa ritorno in Francia dove ritrova la moglie Marion (Scilla Gabel).
Le attività di Carlo Rosselli continuano tuttavia ad essere seguite dallo spionaggio italiano il quale, in una circolare proveniente direttamente da Mussolini, da disposizioni per la sua eliminazione e l'occasione per imbastire contatti tra i servizi segreti italiani e gli oppositori del Fronte popolare presieduto da Léon Blum è l'omicidio in Italia di due trafficanti d'armi ad opera di tre cittadini francesi, agenti della "Cagoule", un'organizzazione paramilitare di estrema destra. Scoperti ed arrestati grazie alla testimonianza di una coppia di giovani presenti al fatto, vengono tuttavia rilasciati su ordine del SIM, Servizio Informazioni Militari (il controspionaggio fascista dell'epoca), al fine di servirsene, in cambio di forniture di armi e di future coperture, per agire contro gli esuli antifascisti in Francia ed il primo obbiettivo è proprio Carlo Rosselli.
Le autorità francesi nel frattempo cominciano a sospettare sia dell'esistenza che delle possibili attività anti governative della cagoule e allo scopo viene infiltrato nell'organizzazione l'agente Claude Marcel (Pier Luigi Zollo) al quale viene assegnato l'incarico di autista del capo, l'ingegnere Eugène Deloncle (Nando Gazzolo); egli viene lentamente a scoprire che anche l'esercito è implicato in un progetto di rovesciamento del Governo ma il reperimento di prove si dimostra molto difficile; fortunatamente l'ispettore Jobard (Sergio Rossi), a cui sono affidate le indagini, entra in possesso di una valigia contenente i documenti dei trafficanti uccisi in Italia e questo gli permette di tracciare un profilo sia pure approssimativo dell'organizzazione ma i pochi elementi a disposizione lo inducono prudentemente a proseguire nell'opera di infiltrazione a dispetto di un'azione immediata.

### Seconda puntata
L'organizzazione comincia a sorvegliare Carlo ed il primo contatto è la visita nella sua casa da parte di uno degli uomini più fidati, Jacoublez (Vittorio Mezzogiorno), il quale, spacciandosi per un venditore di tappeti, rivolge molte domande alla moglie, suscitandone fastidio senza però insospettirla; nello stesso periodo arriva dall'Italia il fratello Nello (Pietro Biondi) e tutti insieme si recano a Bagnoles-de-l'Orne, un centro termale nel nord della Francia, per curare i postumi della flebite che ha colpito Carlo ma vengono costantemente pedinati e sorvegliati dagli affiliati.
Durante la vacanza la moglie Marion riparte per Parigi per festeggiare il compleanno del figlio mentre i due fratelli si intrattengono ed il 9 giugno organizzano una gita ad Alençon ma sulla strada per la cittadina vengono fermati da un'automobile con a bordo quattro sicari e, mentre dietro di loro un'altra automobile con a bordo altri due complici blocca la strada, vengono aggrediti ed uccisi con numerosi colpi di pugnale, arma che viene lasciata vicino ai corpi dal capo del commando Jean Filliol (Giacomo Piperno) al fine di sviare le indagini con lo scopo di far credere a un omicidio maturato negli ambienti della massoneria.
Accadono tuttavia due imprevisti: i sicari vengono notati da una ragazza, Helene Besneux (Cinzia Bruno), che sta passando in bicicletta ma essi la ignorano ritenendo che, sopraggiunta quando i corpi sono già stati trascinati nella boscaglia, non abbia potuto vedere nulla di quanto è realmente successo e la macchina, con a bordo molti elementi di prova, abbandonata e con una bomba predisposta a distruggerla ma inesplosa a causa di un difetto, viene rinvenuta dalla polizia; questi due fatti, uniti all'identità delle vittime, danno modo alla magistratura di condurre le indagini prospettando un movente politico.

### Terza puntata
A Parigi iniziano i preparativi per il colpo di Stato; i cospiratori sono aiutati, oltre che dalla finanza, dalla grande industria e dall'esercito, anche dalla stampa, in mano ai grandi gruppi finanziari, che contribuisce ad alimentare tensioni sociali. In questo clima si espandono i movimenti di estrema destra, tra i quali la cagoule che ormai conta più di 120.000 adepti, che mirano a instaurare un governo fascista al pari dei paesi confinanti: Spagna, Italia e Germania. Le alte cariche dell'esercito, che dovrebbe garantire la tenuta del nuovo governo dopo il colpo di Stato, sono tuttavia prudenti nell'appoggiare tale azione, nonostante il Fronte popolare sia apertamente osteggiato, e infatti nelle forze armate francesi stanno avvenendo in quel periodo una serie di epurazioni tra gli ufficiali vicini al governo di Blum, ma le preoccupanti notizie provenienti dalla Germania gli suggeriscono il mantenimento di una sorta di "ordine".
Le autorità continuano però le indagini e l'agente infiltrato comunica all'ispettore la data e il luogo della grossa spedizione di armi, ottenuta in cambio dell'omicidio dei Rosselli, e il gruppo di affiliati, tra i quali vi è anche Jacoublez, viene arrestato, ma gli avvenimenti sembrano precipitare: l'11 settembre 1937 inizia una serie di attentati con lo scopo di minare l'ordine interno e di portare definitivamente l'esercito dalla parte dei cospiratori, la testimone dell'omicidio riceve una lettera di minaccia proveniente dall'Algeria e i 5.000 uomini più fidati dell'organizzazione si preparano a prendere Parigi.
Deloncle tenta il colpo di Stato ma, mancando l'appoggio dell'esercito che teme una guerra civile simile a quella che sta avvenendo in Spagna, con il conseguente rischio di un intervento tedesco, è costretto a rinunciare prima che l'operazione abbia inizio ma i grossi movimenti di uomini non passano inosservati e la polizia procede a una serie di arresti tanto che alcuni tra i più alti in grado dell'organizzazione sono costretti a riparare in Italia. Contemporaneamente Jean-Marie Bouvyer (Gianni Giuliano), uno dei due complici che si trovavano sulla seconda macchina durante l'omicidio dei Rosselli, viene estradato dall'Algeria dove si trovava sotto le armi; egli, sotto l'effetto dell'alcool, si era vantato di far parte della cagoule e di avere partecipato all'assassinio e, messo alle strette durante l'interrogatorio, ammette di essersi trovato sulla seconda macchina insieme a Fauran (Daniele Formica).
Bouvyer ammette anche di conoscere Jacoublez e confessa che egli faceva parte, insieme a Filliol, del commando colpevole dell'assassinio, Helene riconosce anche il terzo componente, così come Marion Rosselli riconosce in Jacoublez l'uomo che è venuto a casa loro spacciandosi per un venditore di tappeti; l'ondata di arresti coinvolge anche Deloncle ed il Generale Duseigneur (Arturo Dominici), tutti i depositi di armi vengono scoperti e l'organizzazione viene smantellata. Il Ministro degli Interni Marx Dormoy (Giorgio Piazza) tuttavia, sotto la pressione della stampa e del prevedibile futuro scontro con la Germania, intende continuare le indagini che però dovranno fermarsi ogniqualvolta sarà coinvolto un esponente delle forze armate in servizio: il Capo della polizia (Vittorio Sanipoli) ascolta incredulo le ragioni del Ministro che teme la possibilità sia di affrontare un conflitto con un esercito spaccato sia con la Francia ostile al proprio esercito, ma non può opporvisi, così come non può opporsi al rifiuto all'estradizione dei cagoulards  dall'Italia, dove essi sono riparati dopo il fallimento del colpo di Stato.
L'inchiesta prosegue e si trascina fino al rinvio a giudizio dei principali imputati ma ciò avviene appena due mesi prima dello scoppio della guerra; durante l'occupazione tedesca il Maresciallo Pétain "richiama" in servizio tutti i membri della cagoule: Deloncle viene assegnato allo Stato Maggiore della Marina, Méténier (Renato Mori) diviene capo della sua guardia del corpo e la cagoule si trasforma nel "Movimento Sociale Rivoluzionario". Gli eventi della guerra porteranno inizialmente i nefasti effetti voluti nel 1937, tra i quali l'assassinio dell'ex Ministro Dormoy, ma in seguito anche i cagoulards, con l'approssimarsi della fine della guerra, cadranno in disgrazia presso le autorità naziste: Deloncle sarà ucciso dalle SS dopo la scoperta del suo tentativo di accordarsi con gli alleati, Méténier, arrestato dalla gestapo, finisce in carcere mentre Filliol farà nuovamente perdere le sue tracce.
Dopo la liberazione della Francia, nel 1948 viene ripresa l'istruttoria per i delitti della cagoule, tra i quali l'omicidio dei fratelli Rosselli, che termina con le condanne di Méténier a 20 anni di lavori forzati e di Jacoublez all'ergastolo mentre Filliol viene condannato a morte in contumacia; in Italia le indagini svelano il complotto del Governo fascista con i cagoulards francesi allo scopo di uccidere i due fratelli ma non si arriverà a nessuna condanna. Nel 1951 le salme dei fratelli Rosselli vengono traslate a Firenze, con una solenne cerimonia alla presenza del Capo dello Stato Luigi Einaudi, dove il loro vecchio maestro, Gaetano Salvemini, ne traccerà il profilo, elogiandone il grande contributo all'antifascismo europeo.